# خوليو سيزار بارديني
خوليو سيزار بارديني (بالإسبانية: Julio César Pardoinni)‏ هو لاعب كرة قدم مكسيكي في مركز الهجوم، ولد في 25 أبريل 1984 في Guasave ‏ في المكسيك. لعب مع نادي سيلايا.